# 2020년 하계 올림픽 나이지리아 선수단
2020년 하계 올림픽 나이지리아 선수단은 2021년 일본 도쿄에서 열린 2020년 하계 올림픽에 참가한 올림픽 나이지리아 선수단이다.
나이지리아는 2020년 도쿄 하계 올림픽에 출전했다. 원래 2020년 7월 24일부터 8월 9일까지 열릴 예정이었던 올림픽은 코로나19 범유행으로 인해 2021년 7월 23일부터 8월 8일로 연기되었다. 1952년 나이지리아가 출범한 이후 나이지리아 선수들은 아프리카 보이콧으로 인해 몬트리올에서 열린 1976년 하계 올림픽을 제외하고 하계 올림픽의 모든 대회에 출전했다.

## 출전 선수
| 종목     | 남자 | 여자 | 전체 |
| -------- | ---- | ---- | ---- |
| 육상     | 7    | 7    | 14   |
| 배드민턴 | 2    | 1    | 3    |
| 농구     | 12   | 12   | 24   |
| 카누     | 0    | 1    | 1    |
| 체조     | 1    | 0    | 1    |
| 조정     | 0    | 1    | 1    |
| 수영     | 0    | 1    | 1    |
| 탁구     | 2    | 2    | 4    |
| 태권도   | 0    | 1    | 1    |
| 레슬링   | 1    | 4    | 5    |
| 전체     | 25   | 30   | 55   |

## 같이 보기
- 올림픽 나이지리아 선수단